# Lewis et Alice
Lewis et Alice est un essai romancé de l'écrivain Didier Decoin publié en 1992 aux éditions Robert Laffont.

## Présentation
Ce livre né de l'imagination de Didier Decoin, repose cependant sur des données biographiques éprouvées, reprenant les épisodes importants de la vie de Lewis Carroll et de ses rencontres avec son Alice qui s'appelait Alice Liddell. Il, professait depuis peu au Christ Church College à Oxford quand il l'aperçut venant s'installer avec son père nommé recteur de cette université.
Pour développer son récit, Didier Decoin imagine que Lewis Caroll écrive à un autre écrivain qu'il admire Charles Dickens, alors au faîte de sa gloire en 1865-66, pour lui parler de sa vie, lui conter ses humeurs et surtout ses relations avec la belle Alice.
Il placera en épigraphe cette citation d'Albert Camus : 
« Ainsi se tournera-t-il vers les époques de sa vie où l'amour de la vie se mêlait au désespoir de vivre. »

## Les débuts de Lewis Carroll
Lewis Carroll, de son nom le révérend Charles Lutwige Dodgson, fut enseignant et ecclésiastique dans cet établissement le Christ Church College où il résida la majeure partie de sa vie. Mais la réalité est assez différente. Il ne dépassa jamais la qualité de diacre, ne se sentant pas à la hauteur pour bien servir Dieu. Il s'ennuya aussi assez rapidement dans l'enseignement des mathématiques -où pourtant il excellait- qu'il finit par abandonner en 1881.

## Sa vie à Oxford
La grande affaire de sa vie fut ses rencontres avec une fillette de huit ans, l'une des filles du recteur de l'Université, qui l'impressionna fort quand il la vit. Lewis Carroll raffolait d'inviter chez lui des jeunes personnes pour prendre sagement le thé l'après-midi dans l'ambiance un peu compassée de ce milieu d'enseignement religieux. Ainsi fit-il avec les filles Liddell et bien sûr d'abord Alice. Lewis Carroll avait toujours éprouvé une grande réserve vis-à-vis des femmes, étant très timide et affligé d'un bégaiement pénible qui en faisait un homme taciturne et introverti. On ne lui connaît guère de relations amoureuses. Par contre, il s'intéresse aux jeunes filles nubiles, les invitant pour le thé après accord des parents dûment avertis, les prenant en photo, lui qui fut un excellent photographe amateur. Dans une ambiance bon enfant, on jouait, on se déguisait eu buvant force thé et en se gavant de gâteaux et de bonbons.

## Le pays des Merveilles
On pourrait croire ces relations ambiguës; il n'en fut rien. Lewis Carroll se voyait en esthète admirant des elfes riantes et chatoyantes qui lui rendaient visite, gardant quand même leur quant-à-soi de jeunes filles bourgeoises bien élevées.
Pourtant, pour une seule d'entre elles, il s'enflamma, allant par une belle journée de canotage- la fameuse ballade en barque sur l'Isis le 4 juillet 1862- jusqu'à inventer pour elle un fort joli conte pour la désennuyer un peu. C'est l'histoire d'une jeune fille qui s'enfonce dans le terrier d'un lapin et y découvre un autre monde, un monde féerique qui, une fois rédigé à la demande expresse de la demoiselle, deviendra Alice au pays des Merveilles, après s'être appelé à l'origine Les aventures d'Alice sous terre. Lewis Carroll n'avait envisagé ni d'écrire, ni de publier le récit des aventures d'Alice qui obtiendra pourtant un succès mondial et fera le renom de son auteur. Mais Lewis Carroll fuyait comme la peste les honneurs et les mondanités, continuant de vivre comme auparavant.
Malheureusement pour lui, Alice grandit et quand elle atteignit ses treize ans, il ne lui trouva plus guère de charme; elle ne le fit plus rêver. Mais il ne l'oublia jamais, elle resta sa muse pour toujours, ce qu'il écrit dans une lettre où il lui confie : « Depuis votre temps, j'ai eu une vingtaine d'amies enfants, mais avec vous ce fut tout différent. »

## Éléments bibliographiques
- Lewis Carroll, une vie, Jean Gattegno, éditions du Seuil, 1974
- Album Lewis Carroll, iconographie, bibliothèque de La Pléiade, éditions Gallimard, 1990
- Alice's adventures in Oxford, Mavis Batey, Pitkin Pictorals, 1980

## Œuvres primés de Didier Decoin
- Le Procès à l'Amour, éditions du Seuil, 1966 (Bourse Del Duca)
- Elisabeth ou Dieu seul le sait, éditions du Seuil, 1970 (prix des Quatre Jurys)
- Abraham de Brooklyn, éditions du Seuil, 1971, (prix des Libraires)
- John l'Enfer, éditions du Seuil, 1977 (Prix Goncourt)